# Alpska orogeneza
Alpska orogeneza je orogenska faza u kasnom mezozoiku i u kenozoiku (a koja traje i danas) tijekom koje je nastao Alpsko-himalajski lanac planina. Taj pojas uključuje (sa zapada na istok) planine i gorja Atlas, Rif, Pirineje, Alpe, Apenine, Dinaride, Pindsko gorje, Karpate, planinski lanac Balkan, Taursko gorje, Kavkaz, Alborz, Zagros, Hindukuš, Pamir, Karakorum i Himalaje. Alpska orogeneza je također imala svoje faze od kojih su nastale neke od navedenih planina kao naprimjer Karpatska orogeneza ili Himalajska orogeneza. Alpska orogeneza sudjelovala je i u stvaranju ostalih, manjih planinskih lanaca i gorja. Alpska orogeneza započela je kada su se Afrički kontinent i Indijski potkontinent s juga, sudarili s Euroazijskom pločom na sjeveru. Konvergentni pokreti između tektonskih ploča započeli su već u kredi, ali su se glavne faze događale tek u paleocenu i eocenu. Alpska orogeneza smatra se jednim od tri glavne orogeneze u Europi, zajedno još s Kaledonijskom i Hercinskom. 